# Квабена Аду, Принс
Принс Квабена Аду (англ. Prince Kwabena Adu; род. 23 сентября 2003, Суньяни) — ганский футболист, нападающий чешского клуба «Виктория».

## Клубная карьера

### «Бечем Юнайтед»
Воспитанник академии ганского клуба «Бечем Юнайтед». За основную команду клуба дебютировал 29 декабря 2019 года против клуба «Эльмина Шаркс» в возрасте 16 лет, также отличившись дебютным забитым голом. В своём дебютном сезона сразу же стал одним из ключевых игроков в клубе, чем привлёк к себе огромнейшее влияние со стороны множества клубов. В октябре 2020 года футболист попал в список 60 самых перспективнейших футболистов по версии The Guardian.

### «Ислочь»
В феврале 2023 года футболист прибыл на просмотр в белорусский клуб «Ислочь». Вскоре футболист подписал с клубом контракт до конца 2024 года. Дебютировал за клуб 18 марта 2023 года в матче против минского «Динамо», выйдя на замену на 28 минуте. Дебютные голы за клуб забил 7 апреля 2023 года в матче против «Сморгони», оформив дубль. Попал в символическую сборную Высшей Лиги по итогам 3 тура. В июле 2023 года по информации источников к футболисту имелся интерес со стороны зарубежных клубов. Очередной дубль оформил 23 июля 2023 года в матче Кубка Белоруссии против «Макслайна». В августе 2023 года появилась информация, что футболистом интересуются сербские, австрийские, латвийские и украинские клубы, а именно украинское направление наиболее вероятное.

### «Кривбасс»
В сентябре 2023 года футболист перешёл в украинский клуб «Кривбасс», с которым заключил четырёхлетний контракт. У белорусского клуба контракт футболиста выкупил его агент. Сам же футболист полноценно присоединился к украинскому клубу лишь в середине октября 2023 года. Дебютировал за клуб 20 октября 2023 года в матче против харьковского клуба «Металлист 1925», выйдя на замену на 83 минуте.

## «Виктория» Плызень
28 августа 2024 года стал игроком чешского клуба «Виктория (футбольный клуб, Пльзень)», подписав контракт на три года.

## Достижения
«Кривбасс»
- Бронзовый призёр чемпионата Украины: 2023/24